# Бараниха (смт)
Бараниха (рос. Бараниха) — колишнє селище міського типу в Росії, у Чаунському районі Чукотського автономного округу.
Робітниче селище, засноване 1962 року, при копальні золота імені XXII з'їзду КПРС, що відкрилася у 1950 році. Лежало у відрогах Раучуанського хребта на правому березі річки Раучуа, що впадає в Східносибірське море. Станом на 1968 рік налічувало 3 100 мешканців, котрі були зайняті у гірничодобувній промисловості. При селищі було збудовано аеропорт.
Рішення про ліквідацію селища ухвалене Урядом Російської Федерації 2 лютого 1998 року в зв'язку з реорганізацією золотодобувної промисловості та неможливістю організації в регіоні інших видів виробництва.
У 1999 році копальню закрито, переважна більшість мешканців виїхала у 2000 році. Станом на 2002 рік в селищі проживало 33 особи.